# یاقوت کبود (فیلم)
یاقوت کبود (انگلیسی: Sapphire) فیلمی به کارگردانی بازیل دیردن است که در سال ۱۹۵۹ منتشر شد. از بازیگران آن می‌توان به نایجل پاتریک، ایوون میچل، مایکل کریگ، برنارد میلز و روپرت دیویس اشاره کرد.